# اشارات بدن (فیلم ۲۰۱۱)
«اشارات بدن» (انگلیسی: Body Language (2011 film)) فیلمی در ژانر درام، رمانتیک، و موزیکال است که در سال ۲۰۱۱ منتشر شد.